# هارمونی (کالیفرنیا)
هارمونی (به انگلیسی: Harmony) یک منطقهٔ مسکونی در ایالات متحده آمریکا است که در شهرستان سن لوییز اوبیسپو، کالیفرنیا واقع شده‌است. هارمونی ۱۸ نفر جمعیت دارد.